# Bataille de Poulo Aura
Batailles
Expédition Linois dans l'océan Indien
Bataille de Poulo Aura -Vizagapatam-Cap-Vert
La bataille de Poulo Aura est un combat naval ayant opposé, le 15 février 1804, en mer de Chine méridionale, un convoi de la Compagnie britannique des Indes orientales venant de Chine à une escadre française.

## Déroulement
Plusieurs fois par an, un convoi quitte les Indes orientales, pour apporter ses marchandises dans les ports d'Angleterre. Il s'agit généralement de navires de l'Honourable East India Company (H.E.I.C), c’est-à-dire la compagnie des Indes Orientales britannique. Ces navires, appelés indiamen, sont solidement construits et surtout suffisamment armés pour se défendre contre toute menace. Ils sont souvent accompagnés d'autres navires de commerce et, quelquefois, de bâtiments de la Royal Navy.
Le convoi quitte Canton le 31 janvier 1804. Sous le commandement du commodore Nathaniel Dance, il regroupe 16 Indiamen et 11 cargos. S'y ajoutent un navire-prison et un navire portugais. Un brick armé de la H.E.I.C. accompagne le convoi.
Le 14 janvier, au large de l'île de Poulo-Aura, plusieurs voiles sont aperçues. Il s'agit de navires français.
À cette époque, la France ne dispose plus de colonies en Asie, en dehors de l'île Bourbon et île de France. Mais elle y entretient des navires chargés de mener une guerre de course contre le commerce anglais. C'est ainsi qu'en 1803, le contre-amiral Linois s'y trouve avec son vaisseau, le Marengo, les frégates Atalante, Belle-Poule et Sémillante et une corvette hollandaise, l’Aventurier. 
Cette escadre tente de s'en prendre au convoi de Chine. Les Français se placent dans le sillage du convoi mais ne passent pas à l'attaque. Linois dispose d'informations selon lesquelles le convoi comprend 23 navires. Il en déduit que les autres sont des navires d'escorte. De plus, les Indiamen ont été fraîchement repeints et ils reprennent, comme à leur habitude, la livrée des bâtiments de la Royal Navy, c’est-à-dire des flancs noirs sur lequel sont tracées deux bandes jaunes laissant deviner de nombreux sabords. En clair, ces Indiamen ressemblent à des navires de guerre à deux ponts, équivalents au Marengo.
Le commodore Dance sait qu'il n'a aucune chance au combat contre son adversaire. Mais il cherche à l'impressionner. Son navire et deux autres Indiaman arborent le Blue Ensign. Le brick armé, le Ganges fait de même. Il forme ses navires en ligne de bataille, s'interposant entre les cargos et l'ennemi, exactement comme le ferait une escorte.
À 13h15, une canonnade s'engage et dure une petite heure. Les Français alors s'éloignent et le commodore Dance se lance à leur poursuite avec ses pseudo-navires de guerre. Deux heures plus tard, le convoi reprend tranquillement sa route.

## Les conséquences
- Pour les Anglais, c'est une grande victoire. Le commodore Dance sera anobli. La compagnie des Indes récompensera aussi jusqu'aux équipages ayant combattu[7].

- Pour les Français, la situation est plus embarrassante. Surtout quand sera connue la version des Britanniques. Linois cherchera à s'expliquer, en invoquant la supériorité, reconnue, des forces ennemies. Mais l'empereur Napoléon[8] montrera sa colère, écrivant « Écrivez à Linois, faites-lui sentir toute la force de sa faute... (...) Après ces signes de mécontentement, après surtout avoir établi tout ce qu'eût fait à sa place le plus médiocre officier anglais, et le lui avoir dit sèchement et durement, car cette lettre doit être connue de la postérité, vous lui direz qu'il a manqué de courage d'esprit, courage que j'estime le plus dans un chef ; qu'il s'en faut de beaucoup qu'il ait perdu dans mon esprit sous le point de vue de son courage physique ; que j'espère qu'avant de rentrer en France, il trouvera occasion de rendre à son pavillon quelque éclat... ».

## Postérité
L'auteur Patrick O'Brian décrit dans La Surprise, troisième tome de la série Les Aubreyades, le même combat naval entre un convoi de la compagnie des Indes, mené par le capitaine de la Royal Navy Jack Aubrey, contre Linois et le Marengo.